# La Parra
La Parra è un comune spagnolo di 1 409 abitanti situato nella comunità autonoma dell'Estremadura.